# Survive (альбом Nuclear Assault)
Survive (с англ. — «Выжить») — второй студийный альбом американской трэш-метал-группы Nuclear Assault, выпущенный 13 июня 1988 года на лейблах I.R.S. Records и Under One Flag.

## Отзывы критиков
| Оценки критиков                  | Оценки критиков |
| Источник                         | Оценка          |
| -------------------------------- | --------------- |
| AllMusic                         | [ 1 ]           |
| Collector's Guide to Heavy Metal | [ 2 ]           |
| Metal Forces                     | [ 3 ]           |
| Rock Hard                        | [ 4 ]           |

Survive получил положительные отзывы от музыкальных критиков. Эдуардо Ривадавия из AllMusic заявил, что этот альбом демонстрирует прогресс группы и выделяется «самым совершенным, лирически противоречивым материал группы на сегодняшний день с заглавным треком, „Rise from the Ashes“ и антимейнстримной медиа-декламацией „Brainwashed“». Майк Эксли из Metal Forces счел Survive «прекрасно сделанным превосходным альбомом, который показывает, что группа расширила свое звучание за пределы первых нескольких предварительных прогрессивных шагов, которые группа предприняла на The Plague». Он написал, что, хотя «Get Another Quarter» и «PSA» не соответствуют стандартам, «остальная часть альбома отмечена разнообразием и качеством». Канадский журналист Мартин Попофф похвалил «чистый звук» и «чрезвычайно сфокусированный продакшн», описав музыку «как помесь старой группы Дэна Лилкера Anthrax, Metallica и спидболов из Bay Area».
В августе 2014 года журнал Revolver поместил Survive в свой список «14 трэш-метал-альбомов, которые необходимо приобрести». В 2022 году то же издание поместило альбом в список «25 важнейших трэш-метал-альбомов».

## Список композиций
| №                   | Название                                       | Автор(ы)                                 | Длительность |
| ------------------- | ---------------------------------------------- | ---------------------------------------- | ------------ |
| 1.                  | «Rise from the Ashes»                          | Дэн Лилкер, Джон Коннелли                | 3:04         |
| 2.                  | «Brainwashed»                                  | Лилкер, Коннелли                         | 2:40         |
| 3.                  | «F#»                                           | Коннелли                                 | 2:36         |
| 4.                  | «Survive»                                      | Коннелли                                 | 2:58         |
| 5.                  | «Fight to Be Free»                             | Коннелли, Лилкер                         | 4:22         |
| 6.                  | «Got Another Quarter»                          | Nuclear Assault                          | 0:19         |
| 7.                  | «Great Depression»                             | Лилкер, Коннелли                         | 3:30         |
| 8.                  | «Wired»                                        | Коннелли                                 | 3:03         |
| 9.                  | «Equal Rights»                                 | Гленн Эванс                              | 2:58         |
| 10.                 | «PSA»                                          | Лилкер                                   | 0:08         |
| 11.                 | «Technology»                                   | Коннелли, Глен Каммингс                  | 3:13         |
| 12.                 | «Good Times Bad Times» (кавер на Led Zeppelin) | Джимми Пейдж, Джон Пол Джонс, Джон Бонем | 2:14         |
| Общая длительность: | Общая длительность:                            | Общая длительность:                      | 30:15        |

## Участники записи
Nuclear Assault
- Джон Коннелли — вокал, гитара
- Энтони Браманте — соло-гитара
- Дэн Лилкер — бас-гитара
- Гленн Эванс — ударные

'Производственный персонал
- Рэнди Бёрнс — продюсирование
- Кейси МакМакин — звукоинженер
- Мэтт Фриман — помощник звукоинженера
- Шон Роджерс — обложка
- Майлз Коупленд — исполнительный продюсер